# Христо Ганев (географ)
Вижте пояснителната страница за други личности с името Христо Ганев.
Доц. д-р Христо Димитров Ганев е български учен, географ, демограф и геоурбанист. Той е дългогодишен преподавател по География на населението и селищата, Демография и Геоурбанистика в ГГФ на СУ, ръководител на катедра География на населението и селищата.

## Образование
- 1968 – висше в Софийски университет, специалност География (Социална и икономическа география), специализация – География на населението и селищата. Темата на защитената дипломна работа е по регионални проблеми на Географията на селищата в България
- 1961 – средно педагогическо образование във Велико Търново

### Научна степен и звание
- 1986 – защитена докторска степен на тема Пловдивска агломерация – същност и геодемографски особености
- 1988 – научно звание доцент

### Специализации
- 1972 – Рим и Торино – Италия – Приложна география и Демография
- 1976 – Москва – СССР – География на населението и Геоурбанистика

### Ръководни длъжности
- Ръководител на катедра Социално-икономическа география 1989 – 1993.
- Ръководител на катедра География на населението и селищата 1995 – 1999.
- Заместник-декан на Геолого-географски факултет 1989 – 1993.

## Научна дейност
Научноизследователски проекти, по които Христо Ганев участва са Стойност на урбанистичното нарастване Европейски координационен център за изследване и документация в социалните науки – Виена; Териториални аспекти на прехода към пазарно ориентирана икономика(на примера на Бургаски регион) – американско-български; Затворените общества – същност и условия за развитие, – австро-български; Тенденции и особености в демографското развитие на Русия и България в условията на прехода към пазарно стопанство, – руско-български.
По-важни статии са:
- Приложение на метода на демографския потенциал за разграничаване на териториалните градски системи. Год. на СУ, кн. 2 – География, т. 79, С., 1990.
- Тенденции в демографското развитие на урбанизацията и градските агломерации в България. Год. на СУ, кн. 2 – География, т. 80, С., 1992.
- Влиянието „център-периферия“ върху динамиката на населението в селищата на Софийската агломерация. Изв. БГД, т. XXVIII (XXXVIII), С., 1993.
- Съвременни тенденции в теорията и практиката на География на населението и селищата. Сб. Теоретични проблеми на географското познание. Велико Търново, 1994.
- Геодемографските изследвания и възможности за тяхното реализиране чрез географски информационни системи. Сб. География `94, С., 1995. (в съавторство)
- Модел на геодемографска система с ГИС за нуждите на управлението на трудовите ресурси. Научна конференция „Проблеми на регионалното развитие на България“, Несебър, м.IX, 1995. (в съавторство)
- Специфични особености в демографското развитие на Благоевградски и Кюстендилски регион. Сб. Икономически, природни и здравни основи на екологичния туризъм в Югозападна България – специфичен регион на Балканите. Изд. Съюз на учените в България, С., 1997. (в съавторство)
- Демографско развитие и геодемографска типология и райониране. Сб. Доклади „100 години География в Софийския университет“. Университетско издателство, С., 1998.
- Геодемографска ситуация в България в прехода към пазарна икономика. В: Сб. „II конгрес на географите в Република Македония“. Скопие, 2001. (в съавторство)
- Бъдещето на социално-географските и междудисциплинарните науки за населението. В: Доклади от научната конференция, Китен. С., УИ „Св. Кл. Охридски“, 2002.
- Приватизирането на общественото пространство като нова тенденция в градското развитие. Сп. Проблеми на географията, 2003. (в съавторство)